# Molophilus (Molophilus) affrictus
Molophilus (Molophilus) affrictus is een tweevleugelige uit de familie steltmuggen (Limoniidae). De soort komt voor in het Oriëntaals gebied.